# Enrico Suso
Enrico Suso, o Susone, chiamato anche Amandus, nome adottato nei suoi scritti, e Heinrich Seuse in tedesco (Überlingen, 21 marzo 1295 circa – Ulma, 25 gennaio 1366), è stato un mistico e religioso tedesco domenicano.

## Biografia
Seuse proviene dall'antica famiglia ministeriale von Berg di Turgovia, iscritta nel patriziato di Costanza. Figlio del nobile cavaliere Corrado von Berg.  All'età di 13 anni entrò nell'Ordine dei Domenicani nel monastero di S. Nicola sull'isola di Costanza adottando il nome della madre che era una von Seuse di Überlingen (Seuse, latinizzato Suso) e si applicò agli studi umanistici. Dal 1323 studiò Teologia a Colonia, dove seguì le lezioni di Meister Eckhart. La "voce" di Dio gli impedi di fregiarsi del dottorato dicendogli:" Sai già a sufficienza su come donarti a Dio e come pregando trarre a Lui altri". Le sue frequentazioni con Eckhart lo fecero sospettare di eresia, fu processato insieme al maestro dal Capitolo domenicano nel 1327 ad Anversa. Tornato come docente a Costanza gli fu impedito l’insegnamento fino a quando non fu finalmente riabilitato nel 1334. Da allora in poi, si dedicò a un lavoro pastorale sempre più attivo, predicando soprattutto nei conventi femminili del suo ordine sull'Alto Reno e in Svizzera. Nel monastero di Töss trovò in Elsbeth Stagel una "figlia spirituale", con la quale rimase in vivace scambio intellettuale fino alla sua morte. Quando nel conflitto tra il papato e l'imperatore Ludovico il Bavaro, i domenicani fedeli al Papa dovettero lasciare Costanza (1338-1346). Infine approdò nel convento di Diessenhofen presso  Ulma dove fu eletto priore nel 1342 e vi rimase lì rimase fino alla morte.
Venerato come santo già in vita il suo culto rimase intatto per secoli, e fu beatificato nel 1831 da papa Gregorio XVI per viam cultus senza un processo formale di beatificazione. La sua festa, secondo la tradizione cattolica, è il 25 gennaio.

## Pensiero mistico
La mistica di Suso è fortemente influenzata da quella di Meister Eckhart e Giovanni Taulero, con loro fu maestro della scuola di spiritualità domenicana dei "mistici renani".
Scrisse il “Libriccino della verità”, il “Libriccino della Sapienza eterna”, l’”Horologium sapientiae”, il “Libro delle lettere” con 11 epistole e altre opere ascetiche e religiose. Fu nei Paesi d’Oltralpe l’autore più letto prima dell’avvento dell’"Imitazione di Cristo”. Suso puntava a perdersi nella divina unità del Tutto: "Un uomo umile e paziente deve essere spogliato dalle creature, conformato con Cristo e trasformato nella divinità.

## Opere
- (DE) Büchlein von der ewigen Weisheit, Augusta, Kollmann, 1832, OCLC 248692014.
- Ignatio del Nente (a cura di), Vita et opere spirituali del beato Enrico Susone, Roma, 1663, OCLC 867628617.

## Culto
Il 16 aprile 1831 papa Gregorio XVI confermò con decreto, l'approvazione del culto del beato Enrico Suso.
Il suo elogio si legge nel Martirologio romano al 2 marzo: